# Amélia Bacelar
Amélia Bacelar (Runa, 1890 - 1976) foi uma entomóloga e aracnóloga Portuguesa.
Pioneira da ciência Portuguesa, Amélia Vaz Duarte Bacelar destacou-se como professora e naturalista do antigo Museu Bocage .
Em 1912, obteve a licenciatura em Ciências Histórico-Naturais pela Faculdade de Ciências, ingressou na Escola Normal Superior de Lisboa, habilitando-se ao magistério liceal. Trabalhou como investigadora com diversas bolsas de estudo no Museu de História Natural de Paris (em 1930, 1933 e 1938) e no Museu Britânico (em 1931 e 1938).
Mais tarde veio a integrar o Museu Bocage, actualmente parte do Museu Nacional de História Natural e da Ciência, dedicando-se quase exclusivamente aos estudos aracnológicos. Casada com o zoólogo Fernando Frade (1898-1983), naturalista do Museu Bocage (a partir de 1924), os dois colaboraram em projectos ciêntificos ao longo da vida, mas Amélia Bacelar continuou a assinar as suas publicações com o nome de solteira .  

## Trabalho
Do seu vasto trabalho ciêntifico destaca-se a descrição de várias espécies até então desconhecidas para a ciência , includindo um dos animais mais raros do mundo, a Buraqueira-de-Fagilde. 
Entre 1927 e 1937, foi a autora de 5 volumes com a primeira compilacao da aracnofauna Portuguesa.

## Reconhecimento internacional
O seu legado ciêntifico tem sido reconhecido e celebrado pela comunicade internacional com todo um género em seu nome, Bacelarella (por Lucien Berland e J. Millot em 1941), e varias espécie de aranha, como Eustala bacelarae Caporiacco, 1955, Obscuriphantes bacelarae (Schenkel, 1938), Psecas bacelarae Caporiacco, 1947, Tybaertiella bacelarae (Caporiacco, 1949), Zodarion bacelarae Pekár, 2003, incluindo uma espécie de aranha buraqueira portuguesa, Nemesia bacelarae (por Arthur Decae em 2007).